# هال جاي كيلي
هال جاي كيلي (بالإنجليزية: Hall J. Kelley)‏ هو مستكشف أمريكي، ولد في 24 فبراير 1790 في نورثوود في الولايات المتحدة، وتوفي في 17 يناير 1874 في Three Rivers, Massachusetts ‏ في الولايات المتحدة.